# شاكتي مان (مسلسل)
شاكتي مان (بالإنجليزية: Shaktimaan) (بالهندية: शक्तिमान)، هي سلسلة تلفزية هندية موجهة للعائلة، تندرج ضمن إطار الخيال العلمي، من بطولة موكيش خانا وفايشنافي ماهانت وكيتو جيدواني وفقير نبي، تم بث هذه السلسلة طوال 8 سنوات، من 13 سبتمبر 1997، إلى 27 مارس 2005. جمعت السلسلة في 520 حلقة في موسم واحد.